# 匡鲁彬
匡鲁彬（1955年10月2日—），黑龙江呼兰人，中国男子篮球运动员、教练，1977年加入中国共产党，曾随国家队参加1984年夏季奥运会男子篮球比赛，获得第10名。